# Buxheim (powiat Eichstätt)
Buxheim – miejscowość i gmina w Niemczech, w kraju związkowym Bawaria, w rejencji Górna Bawaria, w regionie Ingolstadt, w powiecie Eichstätt. Leży częściowo na terenie Parku Natury Altmühltal, w Jurze Frankońskiej, około 12 km na południowy wschód od Eichstätt, przy linii kolejowej Ingolstadt – Würzburg.

## Dzielnice
W skład gminy wchodzą następujące dzielnice: Buxheim, Einzelhöfen Moosbauer, Moosmühle, Hessenhof i Reinboldsmühle.

## Demografia
Dane o ludności z 31 grudnia 2008:
| Opis                                | Ogółem | Ogółem | Kobiety | Kobiety | Mężczyźni | Mężczyźni |
| ----------------------------------- | ------ | ------ | ------- | ------- | --------- | --------- |
| Jednostka                           | osób   | %      | osób    | %       | osób      | %         |
| Populacja                           | 3577   | 100    | 1758    | 49,15   | 1819      | 50,85     |
| Wiek przedprodukcyjny (0–17 lat)    | 815    | 22,78  | 412     | 11,52   | 403       | 11,27     |
| Wiek produkcyjny (18–65 lat)        | 2254   | 63,01  | 1093    | 30,56   | 1161      | 32,46     |
| Wiek poprodukcyjny (powyżej 65 lat) | 508    | 14,2   | 253     | 7,07    | 255       | 7,13      |

## Polityka
Wójtem od 1999 jest Peter Doliwa (PB). Rada gminy składa się z 16 członków
|      | CSU | SPD | PB | ödp | Razem |
| 2008 | 6   | 3   | 5  | 2   | 16    |
| 2002 | 8   | 3   | 5  | –   | 16    |

### Współpraca
Miejscowość partnerska:
- Buxheim, Bawaria